# Jouko Ahola
Jouko Ahola (n. Hämeenlinna, Finlandia; 1 de diciembre de 1970) es un strongman y actor, ganador de la competición de El Hombre Más Fuerte Del Mundo en 1997 y 1999. En sus años de competición era uno de los competidores más pequeños de cuerpo con 1,85 m y 121 kg, con un IMC por debajo del promedio de los competidores de 35,3. La velocidad le sirvió como ventaja para ganar ambas veces.
Apareció en algunas películas, las más importantes fueron Invencible (2001) y El reino de los cielos (2005), donde fue protagonista.
En 2009 se estrenó la película uruguaya "Mal día para pescar" dirigida por Álvaro Brechner en la que Ahola hace de un forzudo en decadencia que junto a su promotor Orsini visitan el pueblo de Santa María en el que las cosas no salen como estaban previstas. 
Dicha película está basada en el cuento de Juan Carlos Onetti llamado "Jacob y el otro".

## Logros importantes
- Tiene el récord de levantamiento de piedras de atlas, levantando una de 215 kg.
- Fue el competidor que más aguantó en los pilares de Hércules (47,5 s).
- Es capaz de hacer 3 repeticiones con 360 kg en peso muerto.

| El hombre más fuerte del mundo      |                |                                 |
| Precedido por: Magnús Ver Magnússon | Primero (1997) | Sucedido por: Magnus Samuelsson |
| Precedido por: Magnus Samuelsson    | Segundo(1999)  | Sucedido por: Janne Virtanen    |